# 東郷良子
東郷 良子（とうごう りょうこ、1917年（大正6年）7月23日 - 1972年（昭和47年）7月25日）は、東郷彪の長女、東郷平八郎の孫。陸軍中尉の山口元吉子爵に嫁ぐ。

## 家出騒動
侯爵家令嬢として育つが、19歳の時（1935年（昭和10年）2月末頃）に家出をする。家出の理由は、学校（女子学習院）への提出物が間に合わなかったからとも伝えられるが不明。半月後、浅草のカフェーで女給として働いていたところを発見され、1935年（昭和10年）3月16日の東京日日新聞で報道されると帰宅を余儀なくされた。他の新聞も追随して報道したが、多くは国民的英雄の孫の「単なる若気の至り」として片づけ終息に向かった。しかし、國民新聞のみは、家出を華族の風紀の乱れと結びつけ、社会的制裁とばかりにデマを並べて執拗に報道を続けたことから、東郷良子は良家の子女としての立場を失った。
夫の山口元吉は1937年（昭和12年）父・山口十八の死去に伴い24歳で叙爵。1980年（昭和55年）66歳で死去。